# Jawbreaker
Jawbreaker és un grup estatunidenc de punk rock actiu des del 1986 fins al 1996, i de nou des del 2017. És considerada una banda influent en l'escena emocore i punk rock dels anys 1990 amb la seva «visió poètica del hardcore punk».
El vocalista i guitarrista Blake Schwarzenbach, el baixista Chris Bauermeister i el bateria Adam Pfahler van formar Jawbreaker mentre estudiaven a la Universitat de Nova York, i després es van traslladar a Los Angeles on van publicar el seu àlbum de debut, Unfun (1990), amb el segell discogràfic independent Shredder Records. Es van traslladar a San Francisco l'any següent i van publicar Bivouac el 1992 amb Tupelo Recording Company i The Communion Label.
El carisma i les lletres personals i entotsolades de Schwarzenbach van ajudar a encimbellar-lo com un referent musical, malgrat que va haver-se de sotmetre a una operació per a eliminar els pòlips de la gola que amenaçaven la seva veu. Jawbreaker va fer una gira amb Nirvana el 1993 i va publicar 24 Hour Revenge Therapy el 1994, cridant l'atenció de les grans discogràfiques. Van signar un contracte d'un milió de dòlars amb DGC Records i van llançar Dear You el 1995, però la producció massa polida i la veu suavitzada van provocar una reacció negativa per part dels seus seguidors. Les tensions internes van portar a la dissolució de Jawbreaker el 1996, i tot i que Schwarzenbach havia declarat que mai no es produiria una reunió, el grup es va reconstituir l'abril de 2017.
Després de la ruptura, els seus membres van estar actius en altres projectes com Jets to Brazil i Whysall Lane. Pfahler va continuar traient material de Jawbreaker gravat anteriorment amb el seu segell Blackball Records, i l'interès del públic en el grup va seguir a causa, en part, de l'auge del pop-punk. L'any 2004, Pfahler va reeditar Dear You que havia publicat Geffen Records el 1995 i estava exhaurit. Des de llavors s'han publicat versions remasteritzades de la resta de la seva discografia.

## Estil i influència
L'interès del públic per Jawbreaker va augmentar en els anys posteriors a la seva ruptura, en part a causa del reconeixement de grups com Fall Out Boy i My Chemical Romance, que van mencionar Jawbreaker com a influència. L'any 2003 Dying Wish Records va publicar l'àlbum d'homenatge Bad Scene, Everyone's Fault: Jawbreaker Tribute, amb grups com Bayside, Face to Face i Sparta interpretant-ne versions. Jawbreaker també apareix al documental del 2017 Turn It Around: The Story of East Bay Punk.
El seu estil musical ha estat descrit principalment com a punk rock, i els membres de la banda s'hi han reconegut. El seu so també ha estat etiquetat com a pop punk, emocore, hardcore punk i post-hardcore. Schwarzenbach ha afirmat que Jawbreaker va experimentar amb estils punk més durs en els primers temps del grup.

## Discografia

### Àlbums d'estudi
- Unfun (1990)
- Bivouac (1992)
- 24 Hour Revenge Therapy (1994)
- Dear You (1995)